# Observateur (patron de conception)
Pour les articles homonymes, voir Observateur.
En génie logiciel, le patron observateur est un patron de conception de la famille des patrons comportementaux.
Il s'agit de l'un des vingt-trois patrons de l'ouvrage du « Gang of Four », Design Patterns – Elements of Reusable Object-Oriented Software.
Il est utilisé pour envoyer un signal à des modules qui jouent le rôle d'observateurs. En cas de notification, les observateurs effectuent alors l'action adéquate en fonction des informations qui parviennent depuis les modules qu'ils observent (les observables).

## Utilité
Les notions d'observateur et d'observable permettent de limiter le couplage entre les modules aux seuls phénomènes à observer.
Le patron permet aussi une gestion simplifiée d'observateurs multiples sur un même objet observable.
Il est recommandé dès qu'il est nécessaire de gérer des évènements, quand une classe déclenche l'exécution d'une ou plusieurs autres.

## Structure
Dans ce patron, le sujet observable se voit attribuer une collection d'observateurs qu'il notifie lors de changements d'états. Chaque observateur concret est chargé de faire les mises à jour adéquates en fonction des changements notifiés.
Ainsi, l'observé n'est pas responsable des changements qu'il entraîne sur les observateurs.

Diagramme UML du patron de conception Observateur.

## Illustration
Par exemple, une classe produit des signaux (données observables), visualisée à travers des panneaux (observateurs) d'une interface graphique. La mise à jour d'un signal modifie le panneau qui l'affiche. Afin d'éviter l'utilisation de thread ou encore d'inclure la notion de panneau dans les signaux, il suffit d'utiliser le patron de conception observateur.
Le principe est que chaque classe observable contient une liste d'observateurs ; ainsi, à l'aide d'une méthode de notification, l'ensemble des observateurs est prévenu. La classe observée hérite de Observable qui gère la liste des observateurs. La classe Observateur est quant à elle purement abstraite, la fonction de mise à jour ne pouvant être définie que par une classe spécialisée.

### Exemple en langage Java
L'exemple montre comment utiliser l'API du langage Java qui propose des interfaces et des objets abstraits liés à ce patron de conception.
- Créer une classe qui étend java.util.Observable[2] et dont la méthode de mise à jour des données setData lance une notification des observateurs (1) :

Néanmoins, il faut noter que la classe java.util.Observable est obsolète depuis la sortie de Java 9.
```
class
 
Signal
 
extends
 
Observable
 
{

  
void
 
setData
(
byte
[]
 
lbData
){

    
setChanged
();
 
// Positionne son indicateur de changement

    
notifyObservers
();
 
// (1) notification

  
}

}

```

- Le panneau d'affichage qui implémente l'interface java.util.Observer est créé. Avec une méthode d'initialisation (2), il lui est transmis le signal à observer (2). Lorsque le signal notifie une mise à jour, le panneau est redessiné (3).

```
class
 
JPanelSignal
 
extends
 
JPanel
 
implements
 
Observer
 
{

  
void
 
init
(
Signal
 
lSigAObserver
)
 
{

    
lSigAObserver
.
addObserver
(
this
);
 
// (2) ajout d'observateur

  
}

  
void
 
update
(
Observable
 
observable
,
 
Object
 
objectConcerne
)
 
{

    
repaint
();
  
// (3) traitement de l'observation

  
}

}

```

### Exemple en langage C++
Dans cet exemple en C++, les événements qui se produisent dans une classe Exemple sont affichés.

### Exemple en langage C#
Tout comme Iterateur, Observateur est implémenté en C# par l'intermédiaire du mot clé event. La syntaxe a été simplifiée pour l'abonnement ou appel d'une méthode sur levée d'un événement. Un événement possède une signature : le type de la méthode que doit lever l'évènement.
Dans cet exemple c'est EventHandler.
```
event
 
EventHandler
 
observable
;

```

La signature du type délégué EventHandler est « void (object emetteur, EventArgs argument) ».

### Exemple en langage Ruby
La classe observable implémente le patron de conception observateur.

### Exemple avec le framework Ruby On Rails
Rails fournit un générateur pour ce patron de conception. Il s'utilise comme ceci:
```
/usr/local/projetsawd# script/generate observer essai
 exists app/models/
 exists test/unit/
 create app/models/essai_observer.rb
 create test/unit/essai_observer_test.rb

```

### Exemple en langage Delphi
source : Delphi GOF DesignPatterns (CodePlex)